# Светослав Славов (юрист)
Светослав Михайлов Славов е български юрист и общественик. Народен представител в XXV обикновено народно събрание (1940 – 1944). 

## Биография
Роден е на 19 септември 1897 година в Пловдив. Завършва право в Софийския университет, а след това специализира в Париж (Франция), където завършва Института за висши международни науки. Владее няколко езика.
Участва в Първата световна война, като първоначално е редник в 3-ти артилерийски полк – Пловдив, а след като завършва Школата за запасни офицери (ШЗО) като офицерски кандидат е взводен командир в състава на 10-и артилерийски полк. Сражава се при Кара баир и Бяло море.
Работи в Пловдив като адвокат. Известен е с фини обноски, изключителна добронамереност и професионализъм. Активен общественик е: секретар на Дружеството на запасните офицери, подпредседател на Пловдивското певческо дружество, активен деятел на спортните клубове и др. Редактор е на вестник „Борба“ и „Правда“.
Избран е за народен представител в XXV обикновено народно събрание. Не се включва в управляващото мнозинство, нито в опозиционните групи, а се държи като независим народен представител. Не подкрепя Закона за защита на нацията и се обявява против промените в Закона за защита на държавата. Смята, че „с куршум идея не се убива, че със санкции, каквито и да бъдат, народ не се води, вътрешна политика не може да се прави“. Не можейки да повлияе достатъчно на политиката, той се насочва към проблемите на отделни общности и хора, помага на заплашените и засегнати от преследване, спасява мнозина от интерниране в лагери, помага и материално.
След Деветосептемврийския преврат от 1944 година е съден от Втори състав на т.нар. Народен съд. В негова защита свидетелстват комунисти, на които той е помогнал. Един от тях, Тодор Поляков (касиран народен представител в XXV ОНС), веднъж интерниран, заявява, че два пъти е спасен от повторно интерниране. Свидетелстват работници и бедни, на които е водил безплатно съдебните дела: „...Пари ми е давал, не аз съм давала“. Колеги адвокати свидетелстват за честността му и за опозицията му към ЗЗН и ЗЗД. Представители на евреите описват колко много им е помагал: напр. юристът Соломон Исак Паси – как Славов е ходатайствал за спасяването на много еврейски семейства от Солун, как се е застъпвал пред пловдивския областен директор и винаги е помагал безплатно, и много други.
Обвинителят Владимир Димчев пледира пред съда за най-лекото наказание: „със снизхождение“, заявява, че лично го познава като тих и скромен. Светослав Славов е осъден на 15 години строг тъмничен затвор, глоба от 3 милиона лева, лишаване от права по чл. 30 от НК за 20 години и конфискация на цялото имущество.
През 1947 г. е освободен от затвора, обявен е за „вражески елемент“ и заличен като адвокат. Работи като чиновник в проектантска организация в Пловдив и е под наблюдението на ДС по линия „бивши фашистки дейци“.